# Tritanti
Tritanti è una frazione di Maropati in Calabria.

## Monumenti e luoghi d'interesse

### Architetture religiose
Chiesa di Sant'Atenogene
La chiesa si trova al centro del paese, viene costruita negli anni cinquanta del 1900, ristrutturata quasi completamente tra il 1996 e il 1998. Alla parrocchia di San Giorgio di Maropati è stata aggregata la parrocchia di Sant'Atenogene in Tritanti di Maropati nel 2005 anno di costituzione della Parrocchia di San Giorgio e Sant'Atenogene di Maropati.

## Amministrazione
Sindaci di Tritanti dal 1812 al 1865, dal 1866 in poi sia Maropati che Tritanti hanno un solo sindaco.
| Periodo | Periodo | Primo cittadino    | Partito | Carica  | Note |
| ------- | ------- | ------------------ | ------- | ------- | ---- |
| 1812    | 1812    | Michele Bulzomi    |         | Sindaco |      |
| 1813    | 1813    | Rocco Di Pino      |         | Sindaco |      |
| 1814    | 1815    | Pasquale Cordiano  |         | Sindaco |      |
| 1816    | 1817    | Giorgio Belcaro    |         | Sindaco |      |
| 1818    | 1821    | Bruno Gallizzi     |         | Sindaco |      |
| 1822    | 1830    | Francesco Guerrisi |         | Sindaco |      |
| 1831    | 1833    | Vincenzo Agostino  |         | Sindaco |      |
| 1834    | 1841    | Giuseppe Gallizzi  |         | Sindaco |      |
| 1842    | 1843    | Salvatore Gallizzi |         | Sindaco |      |
| 1844    | 1860    | Giuseppe Gallizzi  |         | Sindaco |      |
| 1861    | 1861    | Salvatore Gallizzi |         | Sindaco |      |
| 1862    | 1864    | Filippo Cavallari  |         | Sindaco |      |
| 1865    | 1865    | Ferdinando Sofrà   |         | Sindaco |      |